# Kanton Saint-Denis-9
Der Kanton Saint-Denis-9 war von 1988 bis 2015 ein französischer Wahlkreis im Arrondissement Saint-Denis des Übersee-Départements Réunion. Er umfasste einen Teil der Gemeinde Saint-Denis.